# 중화군
중화군(中和郡)은 조선민주주의인민공화국 황해북도 북부에 있는 군이다. 면적은 약 232.4km2 이고 인구는 2008년 기준으로 77,367명이다. 본래 평양직할시에 속한 지역이었으나, 2010년 평양직할시에서 분리하여 황해북도로 편입시켰다.

## 위치와 지형
황해북도의 북부에 있으며 동쪽에 상원군, 서쪽에 강남군, 남쪽에 황주군과 서흥군, 북쪽에 평양직할시 력포구역, 사동구역이 있다.
북으로는 대동군과 강동군, 동으로는 황해도의 수안군 및 강서군과 면하고 있다. 형상 동쪽은 산지 구릉들이 분포하는 카르스트 지형을 이루며, 서쪽은 곤양강이 개석하여 곳곳에 잔구(殘丘)가 전개되는 이른바 평양평야의 일부지대를 이룬다. 정이산·해압산 등은 모두 모식적인 잔구들이다.

## 기후
한서의 차가 심하여 한반도 소우지역의 하나가 되고 있다. 연평균 기온 10.3도, 1월 평균 －9.4도, 8월 평균 26.3도, 본군의 최저 기온은 －28.8도(1939년 1월), 최고 기온은 38.5도(1944년 7월), 연강수량은 약 944mm이다.

## 역사
| Daedongyeojido (Gyujanggak) 10-05.jpg | Daedongyeojido (Gyujanggak) 10-04.jpg |
|                                       |                                       |

- 이 지역은 원래 낙랑군 땅이었다가 가화압(加火押)·당악현(唐嶽縣)·서경(西京)·중화현(中和縣)이 되고, 1322년에 중화군, 그 후에 중화부, 다시 1914년에 중화군이 되었다.

- 1914년에 상원군을 합쳤으며 1929년 4월 1일 고생양면(古生陽面)이 중화면·동두면에, 상도면(上道面)이 풍동면에, 하도면(下道面)이 상원면에, 배화면(培和面)이 간동면에 합면하였다.[2]

| 도령 제7호                                                |             |
| 구 행정구역                                               | 신 행정구역 |
| 고생양면 어부산리, 빙장리, 사룡리, 충의리, 묵성리, 장원리 | 중화면 일부 |
| 고생양면 서옥리, 대류리, 서가리, 다기장리, 조양리         | 동두면 일부 |
| 상도면 일원                                               | 풍동면 일부 |
| 하도면 일원                                               | 상원면 일부 |
| 배화면 일원                                               | 간동면 일부 |

1952년에 서부가 강남군으로 분리되고 동부가 상원군으로 분리되었다.
본래 평안남도 중화군이었으나, 1963년에 평안남도에서 분리되어 평양시에 속하게 되었다.
명승지로는 동명왕릉·주천정·공자묘·청룡원·진천(眞泉) 등이 있다.

### 조선민주주의인민공화국 수립 후
관내 11면(중화·동두·풍동·수산·양원·천곡·간동·신흥·해압·양정·당정)으로 이루어져 있다. 조선민주주의인민공화국은 1952년 중화면·동두면·율리면·용연면과 강동면의 1개 리를 합쳐 중화군으로 행정 구역을 개편했으나 그 후 평안남도에서 분리, 평양직할시에 소속시켰다가 다시 평양직할시에 강남군에서 4개 리를 편입시켰다. 그러다가 2010년 평양직할시에서 분리되어 황해북도로 편입되었다.

## 행정 구역
중화군은 1읍과 16리로 구성되어 있다.
- 중화읍 (中和邑)
- 관봉리 (館峯里)
- 삼성리 (三成里)
- 백운리 (白雲里)
- 진광리 (眞廣里)
- 건산리 (乾山里)
- 동산리 (東山里)
- 금산리 (金山里)
- 장산리 (長山里)
- 명월리 (明月里)
- 채송리 (蔡松里)
- 마장리 (馬場里)
- 룡산리 (龍山里)
- 어룡리 (魚龍里)
- 충룡리 (忠龍里)
- 삼흥리 (三興里)
- 물동리 (物動里)

## 산업
동부 산지지역은 석회암지역으로 경지가 적고, 서부의 황주평야 일부 지역은 관개수리가 잘 되어 있어 논농사가 잘 되며 쌀·조·콩·팥·명화, 이 밖에 사과·모밀·고구마도 많이 산출된다. 그리고 양잠업과 석회암·철광석의 매장도 알려져 있다.

## 참조 자료
- 이 문서에는 다음커뮤니케이션(현 카카오)에서 GFDL 또는 CC-SA 라이선스로 배포한 글로벌 세계대백과사전의 내용을 기초로 작성된 글이 포함되어 있습니다.